# Solomon Lazard
Pour les articles homonymes, voir Lazard (homonymie).
Don Solomon Lazard, né le 5 avril 1827 à Frauenberg et mort le 13 janvier 1916 à Los Angeles, est un homme d'affaires franco-américain.

## Biographie
Cousin germain des fondateurs de la banque Lazard, Solomon Lazard quitte la France et s'établit à New York en 1844, puis à San Francisco en 1851. L'année suivante, il se rend à San Diego, où il a l'intention de se lancer dans le commerce des marchandises sèches. Mais, trouvant la ville trop petite pour son succès, il s'installe à Los Angeles à la place, sur Aliso Street, un axe principal vers et depuis des villes tels que San Gabriel, El Monte ou San Bernardino. Il s'associe avec son cousin Maurice Kremer (en) dans l'entreprise dans une rangée de magasins appelée Mellus Row, appelée plus tard le Bell Block (en), ou Bell's Row, dans l'angle sud-est de Los Angeles Street (en), jusqu'à ce que Kremer vende sa part à Timoteo Wolfskill. Il devient citoyen américain vers 1853.
Le 5 juillet 1865, il épouse Mlle Newmark, la fille de Joseph Newmark (en). Ils avaient trois garçons et trois filles, dont les fils EM Lazard et Sylvan A. Lazard et ses filles qui ont épousé Louis Levin et Abraham Jacoby, cofondateur du grand magasin Jacoby Brothers (en) à San Francisco.

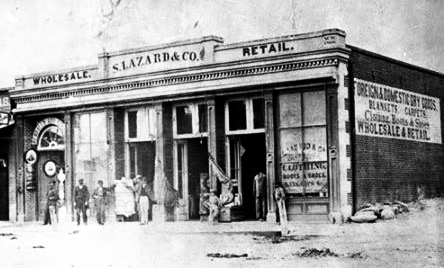
S. Lazard & Co. Store, Main Street (vers 1866-1872).jpg

En 1867, Lazard déménage l'entreprise au 53, Main Street (en), où il renomme le magasin City of Paris (en). C'est là que les femmes élégantes de Los Angeles venaient chercher les dernières nouveautés de la mode française. Lazard vend la société en 1874 à son beau-frère par alliance Marc Eugene Meyer, prenant désormais le nom d'Eugene Meyer & Co.
L'année suivante, le conseil municipal renonce à ses droits sur l'eau du fleuve de Los Angeles au profit des hommes d'affaires Lazard, John S. Griffen et Prudent Beaudry, les trois créant la Los Angeles City Water Company. Le contrat expire en 1898.
Quand Eugène Meyer le rejoint à Los Angeles en 1859, Salomon suit l'exemple de ses parents qui dirigent des maisons financières à Paris et à Strasbourg, il ouvre une fenêtre de dépôt dans son magasin.
Lazard est membre du Los Angeles Common Council (en) en 1854 et de nouveau en 1861-1862, et en 1873, il est le premier président de la Los Angeles Chamber of Commerce (en).
Lazard est décédé le 13 janvier 1916, laissant sa femme, deux fils et une fille. Des funérailles ont eu lieu au domicile familial au 657 Westlake Avenue dans le quartier d'Echo Park, avec une inhumation au Home of Peace Cemetery (en).

### Sources
- (en) Cet article est partiellement ou en totalité issu de l’article de Wikipédia en anglais intitulé « Solomon Lazard » (voir la liste des auteurs).